# YF-20
L'YF-20 est un  moteur-fusée à ergols liquides chinois qui utilise un mélange hypergolique de UDMH et de peroxyde d'azote pour propulser les premier et deuxième étages de la première génération des fusées Longue Marche de première génération (Longue Marche 2, 3 et 4. Le système d'alimentation est de type générateur de gaz ouvert. Le moteur développe une poussée au sol de 731,5 kN (environ 70 tonnes). 4 moteurs de ce type sont utilisés au niveau du premier étage et un moteur unique au niveau du second étage. Le YF-20 développé initialement pour propulser les missiles balistiques chinois a été également utilisé sur les lanceurs Longue Marche développés à partir de ces missiles. La première fusée civile utilisant ce moteur a été lancée en 1972.  

## Caractéristiques techniques
Le premier étage des fusées Longue Marche  est propulsé par quatre moteurs-fusées YF-20 ayant une poussée globale de  2 962 kN et une impulsion spécifique de 259 s. Le rapport d'expansion de la tuyère est de 10. Le générateur de gaz utilisé pour alimenter la chambre de combustion est mis en mouvement par la mise à feu d'un bloc de propergol solide et est ensuite alimenté par les ergols. Les gaz produits sont largués sans être réinjectés dans la chambre de combustion (cycle ouvert). Celle-ci est refroidie par un système régénératif qui fait circuler les ergols dans des canaux forés dans l'enveloppe interne de la chambre et recouverts par l'enveloppe externe. La pression dans la chambre de combustion est de 71 bars. Les moteurs sont orientables jusqu'à 10 degrés par rapport à l'axe du lanceur avec deux degrés de liberté. Le diamètre du moteur est de 84 cm. La durée de la combustion est de 170 secondes. Le second étage des fusées Longue Marche est propulsé par un moteur YF-22 se différenciant de l'YF-20 par les caractéristiques suivantes. la tuyère est plus longue pour optimiser son rendement dans le vide : le rapport d'expansion de la tuyère est de 24. Le moteur est fixe mais il est associé à un moteur-vernier YF-23 alimenté par une turbopompe unique et comprenant quatre ensembles chambre de combustion/tuyère ayant une poussée totale de 47 kN. Les tuyères du moteur-vernier peuvent s'incliner jusqu'à 60 degrés. La durée de combustion du moteur est de 131 secondes,,.

## Modèles
Plusieurs versions de ce moteur sont utilisées :
- YF-20 : propulsion du premier étage des fusées Longue Marche. Plusieurs versions se succèdent : YF-20, YF-20A, YF-20B, YF-20C, YF-20D, YF-20E. À partir de la version B, il équipe également les propulseurs d'appoint.
- YF-22 :  propulsion du second étage des fusées Longue Marche. Plusieurs versions se succèdent : YF-22, YF-22A, YF-22B, YF-22, YF-22D, YF-22E.
- YF-25 :  propulsion des propulseurs d'appoint des fusées Longue Marche

Ces moteurs-fusées sont regroupés en ensembles (modules) qui reçoivent une désignation spécifique : 
- YF-21 : désigne les 4 YF-20 propulsant le premier étage des fusées Longue Marche. Plusieurs versions se succèdent : YF-21A, YF-21B, YF-21C, YF-21D, YF-21E.
- YF-24 : désigne l'ensemble comprenant un YF-22 et un moteur-vernier YF-23 propulsant le seconde étage des fusées Longue Marche. Plusieurs versions se succèdent : YF-24, YF-24A, YF-24B, YF-24C, YF-24D, YF-24E.